# Balufu Bakupa-Kanyinda
Balufu Bakupa-Kanyinda' ( Kinshasa, República Democrática del Congo )  30 de octubre de 1957 es un guionista y director de cine  que ha recibido diversos galardones por su labor. 

## Actividad profesional
Estudió sociología, historia y filosofía en Bruselas, Bélgica y realizó cursosde cinematografía en Francia, Estados Unidos y Reino Unido. Entre 1979 y 1981 fue docente en el Centro Cultural Francés de Lubumbashi.
Su primer documental, titulado Dix mille ans de cinéma es de 1991, al que siguió dos años después Thomas Sankara y en 1996 dirigió su primera película de ficción, Le Damier – Papa national oyé!.
Fue miembro de la dirección de cortometrajes en la CNC en Francia from 1999 y 2001. Fue miembro de la Input 2000 (International Public Television) en Ciudad del Cabo, Sudáfrica y de CreaTV, un programa de televisión de la Unesco para el Sur entre 2000 y 2003.
Dictó cursos en la Universidad de Nueva York en 2006)2007 en su sede de Acra, Ghana. y es miembro fundador de la Liga de Directores y Productores Africanos (Guild of African filmmakers and producers).
Varios de sus filmes fueron exhibidos en las muestras del Festival de Cine Africano.

## Premios y reconocimientos
La película Le Damier – Papa national oyé (1996) fue gallardonada con el Premio de la ACCT - Agence de la Francophonie, en el Festival Panafricano del cine y la televisión de Uagadugú (Festival panafricain du cinéma et de la télévision de Ouagadougou) 1997 en Burkina Faso, el Premio  Reel Black Talent en Toronto, Canadá en 1997, el Gran Premio en el Festival de Villeurbanne en France 1997, el Premio Calidad de la CNC (National Center of Cinematography and the moving image) en Francia en 1998 y otros premios en el Festival international del Cine Francófono en Namur (Bélgica) en 1998.
Article 15 bis (1999) obtuvo la Mención del Jurado en el Festival du Cortometrajes en Clermont-Ferrand, Francia. 2000, Mención del Jurado en el Festival International del Cine Francófono en Namur, 2000, la Medalla de Bronce en las Jornadas Cinematográficas de Cartago, Túnez, 2000 además de otros premios..
AFRO@DIGITAL fue galardonada con la Mención del Jurado en el Festival Internacional de Cine Independiente de Harare, Zimbabue, 2004.

## Filmografía
Director
- Nous aussi avons marché sur la lune (ficción 16 minutos) 2009.
- Juju Factory (ficción) 2007
- Article 15 bis (ficción 15 minutos) 2007.
- Afro@Digital 2002
- Balangwa Nzembo (l’ivresse de la musique congolaise) (documental 52 minutos)
- Bongo libre (documental 26 minutos)
- Watt (ficción 19 minutos) 1999
- Le damier (ficción 40 minutos) 1996
- Thomas Sankara: l'espoir assassiné (documental 26 minutos) 1991 (Reino Unido)
- Dix mille ans de cinéma (documental 13 minutos) 1991 (Francia)

Guionista
- Nous aussi avons marché sur la lune (cortometraje) 2009.
- Juju Factory 2007
- Le damier (cortometraje) 1996.

Actor
- Le damier (cortometraje) 1996 como periodista de la televisión y chofer.

Productor
- Nous aussi avons marché sur la lune (cortometraje) 2009.